# Старобудівський заказник
Старобудівський заказник — гідрологічний заказник місцевого значення. Об'єкт розташований на території Звенигородського району Черкаської області, село Стара Буда.
Площа — 20,8 га, статус отриманий у 1979 році.